# تیم لیگو
تیم لیگو یک کارآفرین و تهیه کننده آمریکایی در آستین، تگزاس است. او بنیانگذار سینما آلامو درفت‌هاوس و بنیانگذار شرکت توزیع فیلم درفت‌هاوس فیلمز و شرکت نئون است.